# اکبر جباری
اکبر جباری (زادهٔ ۱۳۵۲ در زنجان) پژوهشگر ایرانی حوزه فلسفه، ادبیات، عرفان و روانشناسی و دانش‌آموخته دانشگاه میسور هند است.

## زندگی
اکبر جباری در سال ۱۳۵۲ در زنجان متولد شد. وی دانش‌آموخته دوره دکتری رشته فلسفه در ایران و دکتری روانشناسی از دانشگاه میسور هند است. او همچنین از شاگران سید عباس معارف بوده است.
وی داماد علی دوانی بود ولی از همسرش جدا شد. اکبر جباری که ابتدا از مدافعان دیدگاه‌های محمود احمدی‌نژاد و اسفندیار رحیم‌مشایی بود از سال ۱۳۹۸ به منتقد این جریان تبدیل شد. وی در اسفند ۱۳۹۹ با انتشار یادداشتی درباره احمدی‌نژاد نوشت: «اینکه یک سیاستمدار ایرانی مسلمان شیعه، خودش را ″هگل″ بداند، حالش وخیم‌تر از آن مسلمانی است که خودش را ″ولیّ خدا″ می‌داند. اما اگر کسی خود را هر دوی این‌ها بداند، بی‌شک باید تحت معالجه قرار گیرد.» وی افزود: «آقای احمدی‌نژاد در طی این سال‌ها که خود را صدای بلند مردم ستمدیده معرفی کرده، در چنین وضعیتی گرفتار آمده و به شکل وحشتناکی دچار دیلوژن‌های [فکر یا باور نادرستی که در فرد دیده می‌شود] مرتبط و غیرمرتبط با کانتکس مذهبی خود شده است. باز هم بنا بر دلایل حقوقی نمی‌توانم به اخبار نگران‌کننده‌ای که از ایشان به دستم رسیده اشاره کنم، اما این‌قدر می‌توانم بگویم که ایشان با سرعت به سمت پرتگاه اختلالات سایکوتیک در حرکت‌اند که اگر دوستان و علاقه‌مندان ایشان، به داد ایشان نرسند، بعدها دیگر نمی‌توان کاری کرد.»
در آذر ۱۳۹۲ خبری مبنی بر بازداشت جباری به دلیل افترا به نظام در خصوص مسائل هسته‌ای پخش شد. جباری این خبر را تکذیب کرد.

## دیدگاه‌ها

### سکسوالیته
جباری در مقاله‌ای با عنوان «زیست‌جهان جنسی و مقوله حجاب» به انتقاد از اجباری بودن حجاب پرداخت و بی‌حجابی را معلول مسائل گسترده‌تری دانست. او پدیده‌هایی مثل «پژو ۲۰۶»، گل زدن (در فوتبال)، برج‌ها و تونل‌ها و آشپزخانه اوپن را نمادهایی جنسی دانست و چنین نوشت:
در جامعه‌ای که معماری، شهرسازی، ترافیک، صنعت، ورزش، هنر، رسانه، سینما، سیاست و بسیاری از امور آن ساختار و ماهیت سکسشوآل دارد، به طور طبیعی، رفتار افراد نیز ماهیت سکسشوآل پیدا می‌کند… پدیده‌ای مانند بی‌حجابی، معلول زیست‌جهانی است که بسیار پیچیده‌تر از آن است که با اوامر و دستورالعمل‌ها و بخشنامه‌های اداری به سرانجامی نیکی برسد. بی‌حجابی هنوز مقوله‌ای پیچیده و بی‌حجاب نیز فردی ناشناخته است. تصور ساده و دم دستی در باب شخص بی‌حجاب این است که او یا با فرامین دینی ناآشنا است یا سر مخالفت با شریعت اسلام را دارد! این تصور به نظر من از بن خطاست و با چنین تصوری از این مقوله هرگز نمی‌توان به راه حلی دست یافت… باید بیشتر درصدد فهم این مقوله باشیم تا اینکه با تصمیمات شتاب‌زده و جاهلانه بر شدت این مقوله بیفزاییم.
وبگاه تابناک با انتشار مقاله‌ای تحت عنوان «این‌ها مریض جنسی‌اند یا ریاکار فرصت‌طلب؟!» به این مقاله و دیدگاه‌های مشابه آن واکنش نشان داد.

### پدیدارشناسی
جباری از هواداران رویکرد پدیدارشناسی در ایران و خواستار توجه پدیدارشناختی به مسائل اجتماعی است. در این زمینه از وی یادداشت‌هایی در سوره مهر به رشته تحریر درآمده است. همچنین کتاب‌هایی مانند «فلسفه، تکثیر، جنسیت» و «تأملاتی پدیدارشناسانه در معنای فرهنگ» را با رویکردی پدیدارشناختی به رشته تحریر در آورده است. او به فلسفه هایدگر علاقه‌مند بوده و از دیدگاه هایدگری به روان‌درمانی می‌پردازد. از وی در زمینه هایدگرشناسی کتب و تدریس‌هایی در دسترس است؛ برای نمونه می‌توان از کتاب «دازاین‌کاوی یا تحلیل دازاین» و همچنین از درس‌های او در مدرسه علوم انسانی جیوگی برای  شرح فلسفه هایدگر یاد کرد.